# Abdel El Moussaoui
Abdel Ilah El Moussaoui (Oslo, 3 ottobre 1990) è un giocatore di calcio a 5 ed ex calciatore norvegese, pivot del Grorud, di ruolo difensore.

## Carriera
El Moussaoui è attivo sia nel calcio che nel calcio a 5. Per quanto concerne quest'ultima attività, veste la maglia del Grorud, con cui ha vinto il campionato 2014-2015. Ha giocato 3 partite per la Norvegia, esordendo l'11 febbraio 2013 in occasione della sconfitta per 10-1 contro la Spagna.
Per quel che riguarda la sua esperienza nel calcio, ha iniziato la carriera con la maglia dello Skeid. Il 5 maggio 2009 ha giocato la prima partita in 1. divisjon, schierato titolare nella sconfitta casalinga per 0-4 contro l'Hønefoss.
Nel 2010 è passato all'Oslo City, per poi accordarsi con il Lørenskog nella stagione successiva. Il 29 luglio 2015 è passato ufficialmente al Raufoss. Ha esordito in squadra in data 1º agosto, subentrando a Kristian Lønstad Onsrud nel pareggio per 3-3 maturato sul campo del Nybergsund. Al termine della stagione, la squadra ha conquistato la promozione in 1. divisjon. Il 13 novembre 2015 ha rinnovato il contratto che lo legava al club fino al 31 dicembre 2016. Ciò nonostante, nel 2016 è stato in forza al Grorud.

## Statistiche

### Presenze e reti nei club
Statistiche aggiornate al 12 luglio 2017.
| Stagione         | Club             | Campionato       | Campionato | Campionato | Coppe nazionali | Coppe nazionali | Coppe nazionali | Coppe continentali | Coppe continentali | Coppe continentali | Supercoppe | Supercoppe | Supercoppe | Totale | Totale |
| Stagione         | Club             | Comp             | Pres       | Reti       | Comp            | Pres            | Reti            | Comp               | Pres               | Reti               | Comp       | Pres       | Reti       | Pres   | Reti   |
| ---------------- | ---------------- | ---------------- | ---------- | ---------- | --------------- | --------------- | --------------- | ------------------ | ------------------ | ------------------ | ---------- | ---------- | ---------- | ------ | ------ |
| 2009             | Skeid            | 1D               | 1          | 0          | CN              | ?               | ?               | -                  | -                  | -                  | -          | -          | -          | 1+     | 0+     |
| 2010             | Oslo City        | 2D               | ?          | ?          | CN              | ?               | ?               | -                  | -                  | -                  | -          | -          | -          | ?      | ?      |
| 2011             | Lørenskog        | 2D               | ?          | ?          | CN              | ?               | ?               | -                  | -                  | -                  | -          | -          | -          | ?      | ?      |
| 2012             | Lørenskog        | 2D               | 24         | 1          | CN              | 2               | 0               | -                  | -                  | -                  | -          | -          | -          | 26     | 1      |
| 2013             | Lørenskog        | 2D               | 24         | 1          | CN              | 1               | 1               | -                  | -                  | -                  | -          | -          | -          | 25     | 2      |
| 2014             | Lørenskog        | 2D               | 11         | 1          | CN              | 1               | 0               | -                  | -                  | -                  | -          | -          | -          | 12     | 1      |
| gen.-lug. 2015   | Lørenskog        | 2D               | 11         | 1          | CN              | 0               | 0               | -                  | -                  | -                  | -          | -          | -          | 11     | 1      |
| Totale Lørenskog | Totale Lørenskog | Totale Lørenskog | 60+        | 4+         |                 | 4+              | 1+              |                    | -                  | -                  |            | -          | -          | 64+    | 5+     |
| lug.-dic. 2015   | Raufoss          | 2D               | 10         | 1          | CN              | -               | -               | -                  | -                  | -                  | -          | -          | -          | 10     | 1      |
| 2016             | Grorud           | 2D               | 18         | 1          | CN              | 2               | 0               | -                  | -                  | -                  | -          | -          | -          | 20     | 1      |
| Totale           | Totale           | Totale           | 89+        | 6+         |                 | 6+              | 1+              |                    | -                  | -                  |            | -          | -          | 95+    | 7+     |